# Mia Hamm
Pour les articles homonymes, voir Hamm (homonymie).
Mariel Margaret « Mia» Hamm , née le 17 mars 1972 à Selma (Alabama), est une footballeuse internationale américaine. 
Dans les années 1990, elle est la footballeuse la plus célèbre de la planète, et l'une des sportives les plus connues aux États-Unis en raison de l'essor du soccer auprès des filles. Elle évoluait au poste d'attaquante ou de milieu de terrain. Elle est avec sa compatriote Michelle Akers la seule femme apparaissant au FIFA 100, la liste des 125 plus grands joueurs de football vivants publiée en 2004 par la Fédération internationale.

## Biographie

### Enfance et débuts dans le soccer
Benjamine d'une famille de cinq enfants, Mariel Margaret Hamm naît avec un pied bot, une malformation due à la rétraction de certains muscles. Elle doit dormir avec des chaussures correctives reliées à une barre de métal. Bébé, elle doit même porter un plâtre. Dans la journée, Mia se promène avec une autre paire de chaussures adaptées. De sa ville natale, Selma en Alabama, Mia ne connaît rien. La famille mène une vie de nomade en fonction des affectations du père Bill, colonel dans l'US Air Force : Alabama, Californie, Virginie, Texas ou Italie, où le papa est détaché auprès de l'OTAN près de Florence. Fan de football, le père quitte souvent la famille le dimanche pour aller voir jouer la Fiorentina alors que Mia n'a que quinze mois,.
C'est avec ses chaussures correctives que Mia Hamm frappe son premier ballon à deux ans. Les parents Bill et Stéphanie adopte ensuite un jeune orphelin, Garrett, de trois ans son aîné. Faute de pouvoir lier des amitiés durables à cause des déménagements incessants, les deux enfants ne se quittent pas. Tous les deux fans de sport, Mia découvre le football de haut-niveau à la télévision à l'occasion de la Coupe du monde 1986. À six ans, la jeune fille intègre sa première équipe mixte à la Notre Dame Catholic High School de Wichita Falls au Texas. Six mois plus tard, elle a inscrit 23 buts. À dix ans, Mia joue dans une équipe de garçons qu'elle domine au nombre de buts marqués. À quatorze ans, elle est déjà la vedette des championnats inter-collèges où la remarque Anson Dorrance (en). Dorrance dirige le programme de football féminin de l'Université de Caroline du Nord, réputé comme le meilleur du pays. Séduit, il l'intègre à la sélection américaine qu'il prend en main. Puis elle intègre la Lake Braddock Secondary School de Burke un an, avec laquelle elle remporte le championnat de l'État de Virginie en 1989. En prenant des cours du soir, elle obtient son diplôme et s'inscrit à l'université d'Anson Dorrance. Son père Bill étant muté à Rome, Dorrance la prend sous son aile et devient son tuteur légal. 

### Carrière universitaire (1989-1993)
Hamm rejoint en 1989 l'Université de Caroline du Nord à Chapel Hill et porte dès lors les couleurs des Tar Heels de Caroline du Nord. Elle y remporte le championnat NCAA de soccer féminin à quatre reprises en cinq ans, ne faisant l'impasse en 1991 que pour se concentrer sur la Coupe du monde de football féminin 1991 organisée en Chine. Hamm ne perd qu'une seule des 95 rencontres auxquelles elle participe avec cette équipe.
Elle remporte en 1993 le trophée ACC Athlete of the Year (en), récompensant la meilleure athlète féminine de la côte atlantique. Elle participe au tournoi de football féminin de l'Universiade d'été de 1993, compétition internationale universitaire multi-sports, où les Américaines s'inclinent en finale face à la Chine. Diplômée, elle quitte l'université en 1993 sur un bilan à l'ACC de 103 buts et 72 passes décisives.

### Star de l'équipe nationale (1987-2004)
Anson Dorrance (en) remarque Mia Hamm à des championnats inter-collèges. Séduit, Dorrance l'invite à une camp d’entraînement de la sélection américaine en août 1987 qu'il prend en main. À quinze ans, la joueuse devient la plus jeune joueuse de l'histoire à porter le maillot,. La sélection ne se passera dès lors pratiquement plus d'elle. 

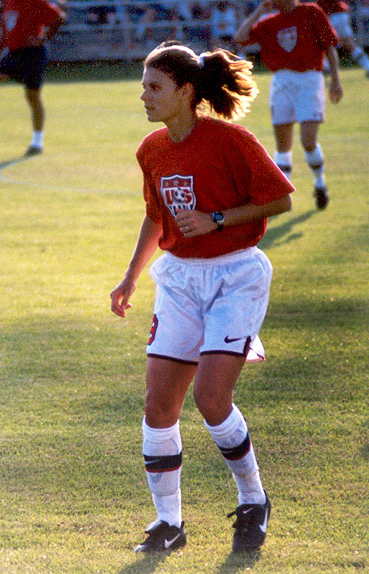
Mia Hamm à l'échauffement, vers 1998.

Quatre ans plus tard, elle est convoquée pour la première édition de la Coupe du monde de football féminin, organisée en Chine. À 19 ans, elle est la plus jeune joueuse du groupe rassemblé par Anson Dorrance (en), l'entraîneur de North Carolina. On lui donne le n°9, qu'elle conservera jusqu'à la fin de sa carrière internationale. Lors du premier match, elle inscrit le but décisif contre la Suède (3-2), puis elle en inscrit un second face au Brésil, battu sèchement (5-0). Finalement, elle participe aux six matchs de sa sélection, qui remporte le trophée en finale contre la Norvège (2-1), devant 65 000 spectateurs.

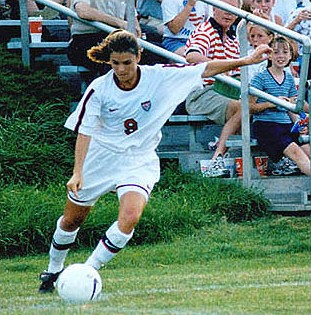
Hamm en match avec la sélection, vers 1998.

En 1995, Hamm est logiquement sélectionnée à la Coupe du monde 1995, organisée en Suède, sous la direction cette fois de Tony DiCicco. À 23 ans, elle compte avant la compétition 89 sélections. Elle marque lors du premier match contre la Chine (3-3). Lors du 2e match elle remplace la gardienne, Briana Scurry, après son expulsion du terrain. Arrivées en demi-finale, les Américaines sont surprises par la Norvège, qui prend sa revanche de quatre ans plus tôt (0-1) et doivent se contenter de la 3e place après une victoire sur la Chine en petite finale (2-0). Peu après, la sélection américaine remporte la première édition de l'US Cup face à la Norvège, l'Australie et Taïwan. Hamm est nommée MVP.
Hamm est une pièce maîtresse de l'équipe américaine lors du tournoi féminin aux Jeux olympiques de 1996, organisés à Atlanta, aux États-Unis. Bien que diminuée, elle joue quatre des cinq matchs, marque un but et contribue activement à la victoire en finale sur la Chine (2-1), même si elle se voit contrainte de sortir du terrain, blessée. Ces années-là, Mia Hamm accumule les récompenses : elle est ainsi désignée cinq années de suite joueuse de football américaine de l'année entre 1994 et 1998. Mia Hamm bat alors le record mondial de buts marqués en sélection et devient la seconde joueuse la plus capée de l'histoire derrière Kristine Lilly.
Hamm participe à sa 3e Coupe du monde en 1999, organisée cette fois par les États-Unis. Elle joue six matchs, marque deux buts. La finale face à la Chine est vue au Rose Bowl par plus de 90 000 spectateurs, un record mondial. Elle est remportée par les Américaines aux tirs au but, après un match nul et vierge. Mia Hamm inscrit le sien. C'est le 2e titre de championne du monde pour Mia Hamm, qui partage avec Michelle Akers, Julie Foudy et Kristine Lilly l'exploit d'avoir disputé les finales victorieuses de 1991, 1996 et 1999.
L'année suivante, Mia Hamm est du groupe pour les Jeux olympiques de Sidney. Hamm dispute les cinq matchs du tournoi mais les Américaines s'inclinent en finale, face à la Norvège une nouvelle fois (2-3 a. p.). En 2001 et 2002, elle remporte les deux premiers trophées de la Joueuse mondiale de la FIFA (elle pointera au 2e rang du classement les deux années suivantes derrière l'Allemande Birgit Prinz). En 2003, à 31 ans, elle dispute ses 4es mondiaux, organisés aux États-Unis du fait de l'épidémie de SRAS en Chine. Contrairement aux trois précédents tournois, les Américaines n'atteignent pas la finale, battues par l'Allemagne en demi-finale à Portland (0-3). Elles remportent cependant la 3e place face au Canada.
Le 14 mai 2004, Mia Hamm annonce sa décision de prendre sa retraite sportive après les Jeux olympiques d'Athènes, afin de pouvoir fonder une famille avec son mari Nomar Garciaparra. Elle termine sa carrière en beauté, avec un 2e titre olympique. Elle dispute les six matchs, dont la demi-finale remportée face à l'Allemagne (2-1) et la finale face au Brésil (2-1). Elle est porte-drapeau de la délégation américaine lors de la cérémonie de clôture. Après les Jeux, elles réalisent une tournée à travers le pays, en forme de jubilé pour Julie Foudy, Joy Fawcett et Mia Hamm. Hamm porte une dernière fois le maillot de la sélection le 8 décembre 2004 face au Mexique. 
Lors de sa carrière, elle aura joué 17 ans pour son équipe nationale, accumulant 275 sélections et 158 buts, ce qui fait alors d'elle la meilleure buteuse de l'histoire du football en matches officiels, hommes et femmes confondus.

### Professionnelle avec Washington Freedom (2000-2003)
Pendant la majeure partie de la carrière de Mia Hamm, il n'existe pas de championnat de soccer féminin professionnel aux États-Unis, de sorte qu'elle n'évolue dans aucun club professionnel. En 2000, elle participe à la création de la Women's United Soccer Association (WUSA), première ligue américaine de soccer féminin professionnel. Le premier championnat, opposant huit franchises, est lancé en avril 2001. Hamm porte les couleurs du Washington Freedom.
Lors du match inaugural de la première saison, face à Bay Area CyberRays (en), elle provoque le premier but en obtenant un pénalty controversé. L'équipe de Hamm est battue en finale en 2002 par Carolina Courage (en) (2-3), puis remporte le titre la saison suivante. Cependant le public n'est pas au rendez-vous et la ligue suspend ses activités en septembre 2003, au bout de cette troisième saison.

## Palmarès

### Jeux olympiques
- Médaille d'or aux Jeux olympiques d'été de 1996 d'Atlanta et aux Jeux olympiques d'été de 2004 d'Athènes[20]
- Médaille d'argent aux Jeux olympiques d'été de 2000 de Sydney

### Coupe du monde de football féminin
- Vainqueur des Coupes du monde de 1991 et 1999
- 3e des Coupes du monde de 1995 et 2003

### Autres
- Vainqueur du Championnat NCAA : 1989, 1990, 1992, 1993 (North Carolina Tar Heels)
- Vainqueur du Championnat WUSA : 2003 (Washington Freedom)

### Distinctions personnelles
- 276 sélections en équipe nationale
- 158 buts en sélections
- Plus jeune joueuse en sélection nationale (à 15 ans)
- Plus jeune vainqueur d'une Coupe du monde
- Nommée au FIFA 100 en 2004
- Joueuse mondiale de la FIFA en 2001 et 2002
- Meilleure joueuse du siècle IFFHS[21]
- Sportive US de l'année pour l' US Soccer Federation: 1997
- Sportive US de l'année pour l' USOC: cinq fois
- Meilleure joueuse par l' US Soccer Federation: 1996, 1997 et 1998
- Meilleure joueuse ACC Soccer: trois fois
- Meilleure joueuse USOC: une fois
- Meilleure buteuse du championnat des États-Unis, total cumulé
- Meilleur attaquant du NCAA: deux fois
- Meilleure joueuse d'une coupe des États-Unis
- Meilleure joueuse d'une coupe Chiquita
- Ordre de la Golden Fleece (UNC)
- Classée au Top 50 des Plus belles femmes du monde par People Magazine
- Femme de la semaine par Equity Online
- 2e meilleure joueuse du siècle internet FIFA: 2000
- 3e meilleure joueuse du siècle football family FIFA: 2000
- Ambassadrice du FC Barcelone pour les États-Unis depuis 2010
- 2021 : cérémonie d'admission au National Women's Hall of Fame[22].

## Vie personnelle
Lors des championnats nationaux universitaires au début des années 1990, Mia Hamm rencontre Christian Corry, athlète émérite qui deviendra pilote de chasse dans les Marines et son époux.
Mia Hamm est mariée à Nomar Garciaparra, un ancien joueur de baseball, et le couple est parents de jumelles nées en 2007 et d'un fils né en 2012. Le couple fait partie des 22 copropriétaires du Los Angeles FC de la Major League Soccer.

## Hommages
À l'occasion des Jeux olympiques d'été de 2012 à Londres, la station Piccadilly Circus est temporairement renommée à son nom.